# Ciclina B1
La ciclina B1 (CCNB1) es una enzima codificada en humanos por el gen ccnb1. Su función es reguladora sobre ciertos eventos de control de la mitosis. 

## Función
Las proteínas codificadas por ciertos genes forman complejos con p34, que funciona como la quinasa dependiente de ciclina 1 (Cdk1), para formar el llamado factor promotor de la maduración (MPF). Se han encontrado dos transcripciones alternativas, una transcripción expresada constitutivamente y otra regulada por el ciclo celular que se expresa predominantemente entre la fase G2/M del ciclo celular. Estos diferentes transcritos son el resultado de la activación de sitios de iniciación alternativos de la secuencia de transcripción.
La ciclina B1 contribuye a la decisión “todo o nada” de la célula en la entrada a un nuevo ciclo celular mitótico. Su activación es bien regulada. Una vez que está activado el complejo ciclina B1/Cdk1 se emplean puntos de retroalimentación positiva para asegurar que permanezca activo el complejo. Ciclina B1-Cdk1 está involucrado en los primeros eventos de la mitosis: tales como la condensación de cromosomas, desglose de la envoltura nuclear y el ensamblaje de huso polar. Una vez activada, la ciclina B1-Cdk1 promueve varios eventos iniciales de la mitosis. El complejo activo fosforila y activa a condensina 13S, que ayuda a condensar los cromosomas.
Otra función importante del complejo ciclina B1-Cdk1 es romper la envoltura nuclear. La envoltura nuclear es una estructura que funciona como contenedor membranoso de los grandes complejos de proteínas con el apoyo de una red de laminas nucleares. La fosforilación de las laminas nucleares por la ciclina B1-Cdk1 hace que estas se disocien, comprometiendo la integridad estructural de la envoltura nuclear. Esta destrucción de la envoltura nuclear es importante porque permite el acceso al husillo mitótico de los cromosomas.

## Control

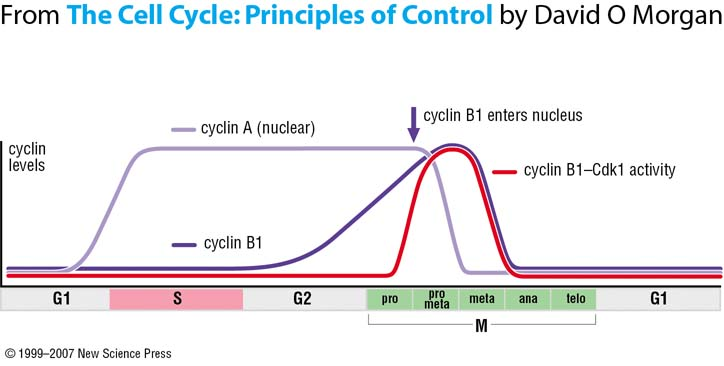
La ciclina B1 se acumula durante el ciclo celular pero tiene que ser activado primero. Es degradado al final de la mitosis y se acumula otra vez durante el próximo ciclo celular.

Como todas las ciclinas, los niveles de ciclina B1 oscilan en el transcurso del ciclo celular. Justo antes de la mitosis, una gran cantidad de ciclina B1 está presente en la célula, pero permanece inactivo debido a la fosforilación de Cdk1 por la quinasa Wee1. El complejo es activado por desfosforilación por parte de la fosfatasa Cdc25. Cdc25 está siempre presente en la célula, pero debe ser activada por el mismo proceso de fosforilación. Una posible señal que inicie la secuencia de activación es la fosforilación por parte del complejo ciclina A-Cdk, que actúa antes del complejo ciclina B1-Cdk en el ciclo celular. Cdk1 ya activado es también capaz de fosforilar y activar a Cdc25 y así promover su propia activación, lo que resulta en un ciclo de retroalimentación positiva. Una vez que la ciclina B1-Cdk1 se activa, se mantiene en forma estable durante el resto de la mitosis.
Otro mecanismo por el que se regula la actividad de la ciclina Cdk1-B1 es a través de su localización subcelular. Antes de la mitosis casi todas las ciclina B1 en la célula se encuentran en el citoplasma, pero a finales de la profase se trasladan al núcleo. Ello es regulado por la fosforilación directa de la ciclina B1, en contraste a la fosforilación que ocurre a nivel de Cdk1 para la regulación de la actividad del complejo ciclina B-Cdk1. La fosforilación de la ciclina B1 hace que sea transportado al núcleo e impide también su salida del núcleo al bloquear la señal de exportación nuclear. La ciclina B1 es fosforilada por la quinasa Polo y Cdk1, creando una vez más una retroalimentación positiva que restringe la ciclina B1-Cdk1 a su destino molecular.
Al final de la mitosis, la ciclina B1 está destinada a la degradación por APC/C a través de su secuencia de localización APC, lo que le permite a la célula finalizar la mitosis.

## Cáncer
Una de las características del cáncer es la falta de regulación en el ciclo celular. El papel de la ciclina B1 es permitir la transición de la célula de la fase G2 a la fase M, pero en las células cancerosas permanece sin regulación, donde la sobreexpresión de la ciclina B1 puede conducir a un crecimiento celular sin control mediante la unión perpetua a Cdk. La unión de Cdk puede conducir a la fosforilación de otros sustratos en el momento apropiado y la proliferación celular no regulada. Esto es consecuencia de que p53, la proteína supresora de tumores, permanece inactiva durante el ciclo celular. Se ha demostrado que el p53 en estado inalterado suprime la expresión la ciclina B1.
Estudios de investigación han demostrado que altos niveles de expresión de la ciclina B1 se encuentran presentes en una variedad de cánceres como el cáncer de mama, cáncer cervical, cáncer de estómago, cáncer colorrectal, y una variedad de carcinoma de células escamosas. Estos altos niveles de expresión se ven generalmente antes de que las células tumorales se conviertan a estados inmortales y aneuploides que pueden contribuir a la inestabilidad cromosómica y la naturaleza agresiva de ciertos tipos de cáncer. Estos altos niveles de ciclina B1 también pueden estar asociados a la extensión de la invasión y la agresividad del tumor, por lo tanto, la concentración de ciclina B1 puede ser utilizada para determinar el pronóstico de los pacientes con cáncer. Por ejemplo, un aumento en la expresión de la ciclina B1/cdc2 es significativamente mayor en el tejido tumoral de tejido mamario y se ha demostrado que ello aumenta la metástasis del cáncer de mama a los ganglios linfáticos.
La ciclina B1 puede residir en el núcleo o en el citoplasma teniendo ello un efecto sobre el potencial maligno de la ciclina B1 cuando se sobreexpresa en cada ubicación. Si es expresado de manera dominante a nivel nuclear, conduce a un peor pronóstico debido a su débil actividad en comparación con su presencia citoplasmática. Esta tendencia se ha observado en el cáncer de esófago, cáncer de cabeza y el cáncer de células de mama y escamosas del cuello.

### Inhibición y supresión tumoral
Aunque no se entiende muy bien cual es el mecanismo exacto que explica cómo la ciclina B1 se sobreexpresa, se ha demostrado que la regulación de la ciclina B1 puede conducir a la regresión tumoral. Una posible opción de tratamiento para la supresión del cáncer es presentar un gen o una proteína que dirija la degradación de la ciclina B1. Estudios previos han demostrado que la ciclina B1 es esencial para la supervivencia y la proliferación de células tumorales y que una disminución en los niveles de expresión sólo conduce a la muerte de las células tumorales y no a las normales.
La reducción de los niveles celulares de la ciclina B1 puede detener al ciclo celular en la fase G2 y desencadena la muerte celular mediante la prevención de la condensación y alineación de los cromosomas. Sin embargo, la inhibición de la ciclina B1 de manera específica, no influye sobre otras moléculas que facilitan la transición desde la fase G2 a la M, incluyendo Cdk1, Cdc25C, Plk1 y la ciclina A. Es por ello que el uso de un gen terapéutico para corregir estas mutaciones es una opción viable para el tratamiento y supresión de tumores.

### Antígeno tumoral
La ciclina B1 es reconocida por el sistema inmune en etapas tempranas del cáncer cuando su concentración es alta, dando lugar a la producción de anticuerpos y células T. Por ello, sería posible tomar ventaja de este tipo de reconocimiento de la ciclina B1 para valorar la respuesta inmune en la detección temprana del cáncer.

### Cáncer de mama
Los niveles de expresión de ciclina B1 se pueden utilizar como una herramienta para determinar el pronóstico de los pacientes con cáncer de mama. La concentración intracelular de la ciclina B1 puede tener implicaciones importantes para el pronóstico del cáncer. Los altos niveles de ciclina B1 nuclear se asocia con un grado tumoral elevado, un mayor tamaño del tumor y una mayor probabilidad de metástasis, por lo tanto, altos nivel de ciclina B1 predice un pronóstico sombrío.

### Cáncer de pulmón
Estudios en cáncer de pulmón de células no pequeñas han demostrado que los altos niveles de concentración celular de ciclina B1 se asocia con un peor pronóstico de sobrevida ante este tipo de cáncer. Se ha demostrado también que esta correlación directa entre los niveles de expresión y el pronóstico de sobrevida sólo se encuentra en pacientes con carcinoma de células escamosas del pulmón. Este hallazgo indica la posibilidad de utilizar la expresión de ciclina B1 como marcador pronóstico para los pacientes con cáncer de pulmón de células no pequeñas en estadios tempranos.

## Interacciones
La ciclina B1 ha demostrado ser capaz de interaccionar con: 
- Cdk1,
- GADD45A[22][23] y
- RALBP1.[24][25][26][27][28]